# Princípio da subsidiariedade
Subsidiariedade é um princípio de organização social que sustenta que questões sociais ou políticas de uma sociedade devem ser resolvidas no plano local mais imediato que seja capaz de resolvê-las.
De acordo com o Oxford English Dictionary, subsidiariedade se define como "o princípio em que uma autoridade central deve ter apenas uma função subsidiária, agindo somente em questões que não podem ser decididas em um plano mais local". — Isto é, uma autoridade maior só poderá influenciar em uma questão local, caso a esfera direta desta localidade não seja capaz de resolver sua própria questão por si mesma.
Este conceito tem várias aplicações, sendo, em especial, aplicado em áreas de governo, ciências políticas, neuropsicologia, cibernética ou missões militares.
O termo subsidiariedade vem do verbo latino subsidio (ajudar, dar assistência), ou ainda de subsidium, substantivo de mesmo significado.
O princípio da subsidiariedade é também um dos princípios gerais utilizados na estrutura governamental da União Europeia. Nos Estados Unidos, o princípio do State's Rights, que defende, substancialmente, os poderes dos governos estaduais em detrimento do governo federal, está enraizado na constituição.
Ainda que o conceito seja anterior, formulado pelo escritor calvinista Johannes Althusius em 1603, a sua expressão só foi cunhada oficialmente em 1891, quando a Igreja Católica fundamentou o termo como doutrina social.

## Fundamentação Política
A ideia do conceito foi introduzida a partir das reflexões de um Teólogo e filósofo calvinista Alemão conhecido como Johannes Althusius, em seu Magnun Opus "Politica methodice digesta et exemplis sacris et profanis illustrata" que deu origem a inúmeros preceitos de localismo na Europa e nas Américas, sendo conhecido popularmente, como o principal antecessor do Federalismo.
O clássico estudo do teórico francês Alexis de Tocqueville, Da Democracia na América, pode ser percebido como uma análise da operação do princípio da subsidiariedade nos Estados Unidos no século XIX. Segundo ele, a Revolução Francesa pode ter sido um "empurro para a descentralização, mas que, no final, constituir-se-ia uma extensão da própria centralização".
Ele também chegou a escrever que "a descentralização possui não só um valor administrativo, mas também uma dimensão cívica, uma vez que expande a oportunidade dos cidadãos tomarem decisões a respeito dos interesses públicos; isso os fazem ficar acostumados em usar a liberdade. E do acúmulo dessas liberdades locais, ativas e exigentes, surge o mais eficiente contrapeso contra as vontades do governo central, ainda que apoiado por uma reivindicação coletiva e impessoal".
Quando os partidos democrata-cristãos foram formados, eles adotaram como doutrina base o princípio social da subsidiariedade da Igreja Católica, concordando assim com a doutrina teológica neo-calvinista da soberania da esfera social. Deste modo, protestantes e católicos estiveram concordando que "os princípios da soberania de esfera e da subsidiariedade emergem sob os mesmos princípios".
O termo "subsidiariedade", como princípio, é também usado para se referir a algumas doutrinas políticas liberais ou conservadoras. Como escreveu o autor conservador Reid Buckley:
Quando as pessoas da América vão perceber que, em princípio, esperar plena responsabilidade e eficiência dos governos é uma tolice? Jamais atenderemos ao princípio da subsidiariedade (no qual nossos pais foram criados), isto é, que nenhum órgão público deveria fazer o que um órgão privado pode fazer melhor, e que nenhum órgão público de nível superior deveria tentar fazer o que um órgão inferior pode fazer melhor – o que, na medida em que o princípio da subsidiariedade é violado, primeiro o governo local, e depois o estadual, e então o federal aumentam em ineficiência. Além disso, quanto mais poderes são investidos no governo, e mais poderes são exercidos pelo governo, menos ele cumpre com suas responsabilidades primárias, que são (1) a defesa da comunidade, (2) a proteção dos direitos do cidadão e (3) o suporte da ordem justa.
O Programa das Nações Unidas para o Desenvolvimento de 1999 sobre a descentralização observou que a subsidiariedade exercia um importante papel. O documento citou uma definição: 

Descentralização, ou descentralização da governança, refere-se à reestruturação ou reorganização da autoridade para que exista um sistema de corresponsabilidade entre instituições de governo nos níveis central, regional e local, de acordo com o princípio da subsidiariedade, aumentando assim a qualidade e a eficácia gerais do sistema de governança, enquanto aumenta a autoridade e as capacidades dos níveis subnacionais.
De acordo com o professor inglês Richard Macrory, os efeitos positivos de um sistema político-econômico regido pelo princípio subsidiariedade incluem:
- Falhas sistêmicas como as vistas na crise de 2007 e 2008 poderiam ser amplamente evitadas, pois diversas soluções para problemas comuns podem evitar falhas de modo comum.
- Iniciativas individuais ou coletivas têm o máximo de apoio e base para resolver problemas.
- Os problemas recorrentes do risco moral podem ser evitados facilmente. Especialmente o problema habitual da atrofia das iniciativas ou responsabilidades locais.

Ele ainda escreveu que os efeitos negativos que podem englobar um sistema político econômico regido pela subsidiariedade podem incluir:
- Quando um princípio de liberdade genuíno é reconhecido por entidades políticas de nível superior, mas não por todas de nível subsidiário, a implementação desse princípio é retardada no nível mais local.
- Quando um princípio econômico verdadeiramente eficaz é reconhecido por uma entidade política maior, mas não pelas de nível local, e então a implementação deste princípio é novamente adiada para o nível local.
- Em áreas onde o uso local de recursos comuns tem um amplo impacto regional ou até global, grandes níveis de autoridade podem facilmente ofuscar os níveis de autoridade local.[10]